# K. G. Saur Verlag
K. G. Saur Verlag est une maison d'édition allemande spécialisée dans la documentation scientifique et technique et les ouvrages de référence. La maison d'édition, fondée par Karl Saur, appartient à Walter de Gruyter et est basée à Munich.

## Histoire
La maison d'édition est fondée en 1948 par Karl-Otto Saur et Margarethe Gringmuth.
En 1987, K. G. Saur est acquis par Reed International. En 2000, Reed Elsevier vend K. G. Saur à Gale Group, une unité de The Thomson Corporation. Walter de Gruyter en fait l'acquisition en 2006.